# Géza Hegedüs
Géza Hegedüs (Rotterdam, 1962) is een Nederlands politicus. Sinds 2017 is hij actief in de politiek.

## Biografie
Hegedüs' ouders vluchtten in 1956 vanuit Hongarije naar Nederland; hij groeide op in Rotterdam. Hegedüs ging begin jaren 1980 in militaire dienst en was ook daarna nog actief in het leger.

## Politieke carrière
Hij werd op 14 december 2017, zonder eerdere ervaring in de politiek, lijsttrekker voor de PVV in de gemeente Rotterdam. De volgende dag besloot de PVV echter om hem weer van de lijst te schrappen vanwege "nieuwe informatie". Er was toen in de media naar buiten gebracht dat Hegedüs verschillende racistische uitspraken gedaan had en in 2014 respect had betuigd aan Holocaustontkenner David Irving. Ook zou Hegedüs actief geweest zijn bij Erkenbrand, een omstreden rechts studiegenootschap.